# Savanes du Nord de l'Australie et du Trans-Fly
Les savanes du Nord de l'Australie et du Trans-Fly forment une région écologique identifiée par le Fonds mondial pour la nature (WWF) comme faisant partie de la liste « Global 200 », c'est-à-dire considérée comme exceptionnelle au niveau biologique et prioritaire en matière de conservation. Elle regroupe plusieurs écorégions terrestres du biome des prairies, savanes et brousses tropicales et subtropicales de l'écozone australasienne :
- la savane tropicale de la péninsule du cap York
- les savane et prairies du Trans-Fly
- la savane tropicale du Kimberley
- la savane des hautes terres d'Einasleigh (en)
- la savane tropicale de Carpentarie
- la Savane tropicale de la Terre d'Arnhem